# Willi Kaidel
Wilhelm Kaidel, detto Willi (Schweinfurt, 20 aprile 1912 – Schweinfurt, 2 aprile 1978), è stato un canottiere tedesco.

## Palmarès

### Olimpiadi
- 1 medaglia:
  - 1 argento (Berlino 1936 nel due di coppia)

### Europei
- 1 medaglia:
  - 1 oro (Amsterdam 1937 nel due di coppia)